# Никульское (деревня, Москва)
Никульское — деревня в Новомосковском административном округе Москвы  (до 1 июля 2012 года в составе Подольского района Московской области). Входит в состав поселения Рязановское.

## Население
Согласно Всероссийской переписи, в 2002 году в деревне проживало 13 человек (6 мужчин и 7 женщин). По данным на 2005 год в деревне проживало 10 человек.

## Расположение
Деревня Никульское расположена примерно в 9 км к северо-западу от центра города Подольска. Ближайший населённый пункт — посёлок Остафьево. Рядом протекает река Десна.